# Efik
Efik, crnački narod nigersko-kongoanske jezične porodice, naseljen na području nigerijske države Cross River. Po jeziku najbliži su narodu Ibibio. Efiki su prvenstveno trgovci koji su osnovali nekoliko gradova u kraju nazivanom Old Calabar koji od 17. do 19. stoljeća postaje glavno trgovačko središte za izvoz crnog roblja i palminog ulja u zamijenu za europska dobra. Organizirali su sebe po trgovačkim kućama kojima su na čelu etuboni (sing. etubon), a efičkim poglavicama europski brodovi za trgovačke privilegije plaćaju comey (carinu).
Tradicionalno, domaćinstvo se sastoji od muškarca i njegovih žena i djece, no poliginija je danas rijetka. Vođe Kuća (etuboni) među sobom biraju obunga (obung, obong) koji svoje ovlasti vrši kao glavar ekpe, tajnog muškog društva leoparda koje provodi zakone i vrši kazne. Ekpe se očuvao do danas jer je funkcionirao kao snaga plemenskog jedinstva, ali je utjecajem države njegova moć znatno opala.
Kroz 20.-to stoljeće velik dio efičke populacije napušta gradove i odlaze na sela u šumu gdje se počinju baviti uzgojem kasave, kukuruza, taroa, voća, povrća i ribarenjem